# La Tourne
Der La Tourne ist ein Pass im Schweizer Kanton Neuenburg über die erste Jurakette zwischen den Bergen Mont Racine und Tablettes. Er liegt zwischen den Orten Les Ponts-de-Martel auf der westlichen Seite und Montmollin und Rochefort auf der östlichen Seite. Die Passhöhe liegt auf 1170 m.